# Диметилдибромогерман
Диметилдибромогерман — элементоорганическое вещество, бром- и алкилпроизводное германия с формулой Ge(CH3)2Br2, 
бесцветная жидкость.

## Получение
- Реакция порошкообразного германия с бромметаном:

{\displaystyle {\mathsf {Ge+2CH_{3}Br\ {\xrightarrow {}}\ Ge(CH_{3})_{2}Br_{2}}}}

## Физические свойства
Диметилдибромогерман — бесцветная, легко гидролизующаяся жидкость.